# Sant'Urbano a Campo Carleo
Sant'Urbano a Campo Carleo ou Igreja de Santo Urbano no Campo Carlino, conhecida também como Sant'Urbano ai Pantani, era uma igreja de Roma, Itália, localizada no rione Monti, na antiga via Alessandrina, e demolida em 1933. Era dedicada a Santo Urbano.

## História

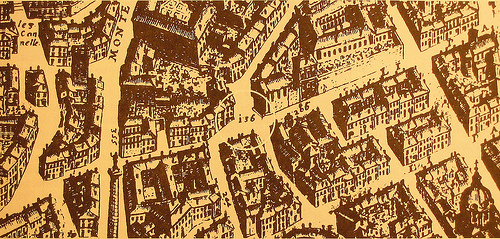
Largo di Campo Carleo em 1676. Note que o Mercado de Trajano, que estaria acima e à direita, está completamente encoberto por edifícios medievais. Santa Maria in Campo Carleo está bem no centro (136) e Sant'Urbano logo ao lado, na Via Alessandrina (266).

A igreja, com o mosteiro vizinho de monges beneditinos, foi consagrada em 15 de agosto de 1264 pelo papa Urbano IV e construída graças ao patrocínio da nobre Giacoma Bianchi. Seu nome é uma referência ao nome da área na Idade Média, "Campo Carleo", que era também uma referência ao palácio de um nobre que ficava no local, Carlo Leone. Em documentos antigos, o nome aparece também como "campus Caloleonis". Depois do século XVI, a igreja assumiu o nome de "Sant’Urbano ai Pantani", desta vez uma referência ao Arco dos Pântanos, que fica nas imediação.
A igreja antiga já estava arruinada no século XV e, perto do Jubileu de 1600, havia planos de construir uma nova no local com base num projeto de Mario Arconi. O mosteiro vizinho, também restaurado, foi entregue pelo papa Clemente VIII, a pedido do cardeal Barônio, às irmãs popularmente conhecidas como "le sperse di sant'Eufemia". O conservatório de Santa Eufêmia e a igreja vizinha foram demolidos em 1933 durante as escavações que revelaram os Fóruns Imperiais e as obras da Via dei Fori Imperiali.

## Descrição
A igreja tinha uma única nave, com um altar-mor e dois laterais. O da direita guardava uma "Anunciação" de Girolamo Muziano; no altar-mor estava "Santo Urbano, Santa Clara, a Madona e Anjos", de Sebastiano Ceccarini; no altar da esquerda, "São Carlos, São Francisco e São Nicolau", de Ottavio Leoni.
No refeitório do mosteiro de Santa Eufêmia estava um precioso afresco, de autor desconhecido, provavelmente do século XVII e representando a "Samaritana no poço". Recentemente restaurado, está hoje conservado no Museu de Roma no Palazzo Braschi.